# جوبسون
جوبسون (بالإنجليزية: Jóbson)‏؛ مواليد 15 فبراير 1988، هو لاعب كرة قدم برازيلي لعب سابقاً لنادي الاتحاد السعودي كمهاجم.

## روابط خارجية
- جوبسون على موقع دوري كوريا الجنوبية (الإنجليزية)
- جوبسون على موقع قاعدة بيانات كرة القدم.إي يو (الإنجليزية)
- جوبسون على موقع Soccerway.com (الإنجليزية)
- جوبسون على موقع عالم كرة القدم.نت (الإنجليزية)
- جوبسون على موقع كووورة